# EF-045
A EF-045 é um ferrovia radial, em bitola métrica, que interliga Brasília, Goiandira, Garças de Minas, Lavras, Barra Mansa e Angra dos Reis. Originalmente foi construída, a partir de 1895, pela Estrada de Ferro Oeste de Minas, com trecho construído também pela Estrada de Ferro Goiás, tendo sido linha tronco da Rede Mineira de Viação. Atualmente encontra-se sob concessão da VLI. O trecho Barra Mansa a Angra dos Reis encontra-se abandonado .